# Kastanien-Weißbauchratte
Die Kastanien-Weißbauchratte oder Kastanienmaus (Niviventer fulvescens) ist eine Nagetierart aus der Gattung der Weißbauchratten (Niviventer) innerhalb der Altweltmäuse (Murinae). Sie kommt in weiten Teilen Süd- und Südostasiens vor. Es ist möglich, dass es sich bei der Kastanien-Weißbauchratte nicht um eine einzelne Art, sondern um einen Artenkomplex handelt.

## Merkmale
Die Kastanien-Weißbauchratte erreicht eine Kopf-Rumpf-Länge von 13,1 bis 17,2 Zentimetern mit einem Schwanz von 16,0 bis 22,1 Zentimetern Länge bei einem Gewicht von 60 bis 135 Gramm. Die Hinterfußlänge beträgt etwa 30 bis 34 Millimeter, die Ohrlänge 17 bis 23 Millimeter. Der Schädel hat eine Gesamtlänge von 32 bis 40 Millimeter.
Das Rückenfell ist sehr variabel, auch innerhalb von einzelnen Populationen, es reicht in seiner Färbung von stumpf ockerfarben-braun bis hell rötlich-orange. Die Bauchseite ist gegenüber den Körperseiten scharf abgegrenzt und gelblich-weiß gefärbt. Der Schwanz ist etwas länger als die Kopf-Rumpf-Länge, er ist in der Regel zweifarbig mit einer dunkelbrauner Oberseite und weißer Unterseite, gelegentlich haben die Tiere einen einfarbig braunen Schwanz.

## Verbreitung
Die Kastanien-Weißbauchratte kommt in weiten Teilen Süd- und Südostasiens vor. Das Verbreitungsgebiet reicht von Nepal und Pakistan über Nordindien, wahrscheinlich Bangladesch, das südliche China, Myanmar, Laos, Vietnam, Thailand und Malaysia bis auf mehrere Inseln Indonesiens. In China ist die Art in allen südlichen Teilen anzutreffen und lebt in Xizang, Yunnan, Guizhou, Hunan, Guangxi, Guangdong, Jiangxi, Fujian, Zhejiang, Anhui, Henan, Shaanxi, Gansu und Sichuan sowie auf Hainan und in Hongkong und Macau. In Indien kommt sie in den Bundesstaaten Arunachal Pradesh, Assam, Himachal Pradesh, Manipur, Meghalaya, Sikkim, Uttarakhand  und Westbengalen vor. In Indonesien ist die Art unter anderem auf Sumatra, Java und Bali anzutreffen, fehlt jedoch auf Borneo und weiteren Sundainseln. Die Höhenverbreitung reicht vom Meeresniveau bis in Höhen von etwa 2200 Metern.

## Lebensweise
Die Kastanien-Weißbauchratte ist sehr anpassungsfähig und lebt in sehr vielen unterschiedlichen Lebensräumen innerhalb ihres sehr großen Verbreitungsgebietes. Sie kommt bevorzugt in Wäldern vor, lebt jedoch auch in Gebüschen, Bambusbeständen und landwirtschaftlich genutzten Flächen und Gärten im Umland von Waldgebieten. In Teilen von China leben sie in subtropischen und immergrünen Laubwäldern. In Südasien reicht das Lebensraumspektrum von tropischen Primärwaldgebieten über Nadel- und Kiefernwälder bis in Gebüsche, Grasland und die Uferregionen der Flüsse. Auch in Laos kommen sie sowohl in Primär- wie auch Sekundärwaldgebieten und vergleichbaren Lebensräumen vor.
Die Tiere leben in der Regel am Boden, können jedoch auch in die Gebüsche und Ranken klettern. Sie ernähren sich omnivor von pflanzlicher und tierischer Nahrung, die in ihrer Zusammensetzung vor allem aus Samen, Beeren, Insekten und grünen Pflanzenteilen besteht. Über einen großen Teil des Gebietes kommen die Tiere sympatrisch mit der Chinesischen Weißbauchratte (Niviventer confucianus) vor.

## Systematik
Die Kastanien-Weißbauchratte wird als eigenständige Art innerhalb der Weißbauchratten (Niviventer) eingeordnet, die aus 17 Arten besteht. Die wissenschaftliche Erstbeschreibung stammt von dem britischen Zoologen John Edward Gray, der die Art 1911 unter der Bezeichnung Mus fulvescens anhand von Individuen aus Nepal beschrieb. Teilweise wurden Tiere von den Sundainseln der Langschwanz-Weißbauchratte (Niviventer rapit) zugeordnet und nur Tiere nördlich des Isthmus von Kra der Kastanien-Weißbauchratte zugeschlagen und teilweise wurden andere, heute als eigenständige betrachtete, Arten der Sundainseln der Kastanien-Weißbauchratte zugeordnet. Es ist möglich, dass es sich bei der Kastanien-Weißbauchratte nicht um eine einzelne Art, sondern um einen Artenkomplex mehrerer naher verwandter Arten handelt, in die auch andere Arten einbezogen werden müssten.

## Status, Bedrohung und Schutz
Die Kastanien-Weißbauchratte wird von der International Union for Conservation of Nature and Natural Resources (IUCN) als nicht gefährdet (least concern) eingeordnet. Begründet wird dies mit dem großen Verbreitungsgebiet und dem angenommen häufigen Vorkommen der Art. Potenzielle Gefährdungen sind für die Art nicht bekannt, in Teilen des Verbreitungsgebietes ist sie von Lebensraumrückgängen betroffen.

## Belege
1. 1 2 3 4 5  Darrin Lunde, Andrew T. Smith: Indomalayan Niviventer. In: Andrew T. Smith, Yan Xie: A Guide to the Mammals of China. Princeton University Press, Princeton NJ 2008, ISBN 978-0-691-09984-2, S. 268.
2. 1 2 3 4 5 6 7 8 9  Niviventer fulvescens in der Roten Liste gefährdeter Arten der IUCN 2016.2. Eingestellt von: G. Musser, D. Lunde, K. Aplin, S. Molur, 2008. Abgerufen am 15. November 2016.
3. 1 2  Niviventer fulvescens. In: Don E. Wilson, DeeAnn M. Reeder (Hrsg.): Mammal Species of the World. A taxonomic and geographic Reference. 2 Bände. 3. Auflage. Johns Hopkins University Press, Baltimore MD 2005, ISBN 0-8018-8221-4.